# Giovanni Fenati
Giovanni Fenati (Bagnacavallo, 19 gennaio 1925 – Fidenza, 17 novembre 1981) è stato un pianista, compositore e direttore d'orchestra italiano.

## Biografia
Figlio di Anselmo Fenati, noto direttore d'Orchestra e di banda, dopo aver conseguito il diploma di Pianoforte e di Composizione al Conservatorio di Bologna dove si trasferirà in seguito inizia la carriera come jazzista, affermandosi in seguito come pianista e arrangiatore della sua Orchestra Fenati.
Nel dopoguerra diventa uno dei più richiesti musicisti da parte di locali notturni e della Radio Rai che trasmette spesso in diretta i suoi concerti serali. Successivamente, sempre alla radio avrà un suo spazio musicale con cantanti come Bruno Pallesi, Germana Caroli, e Anna Maria De Panicis, che assumerà il nome d'arte di Maria Doris, sarà il primo a lanciare dai microfoni il "rock and roll". Nel 1955 arriva tra i finalisti per il concorso "Bacchetta d'oro" .
Nel 1951 il M° Giovanni Pasi accetta la proposta del M° Giovanni Fenati, entra nella sua orchestra e vi rimane fino al 1958/59. Il M° Giovanni Pasi sarà socio fondatore dell'orchestra Castellina-Pasi.
Tra il 1969 e il 1972 incide per l'Ariston Records una serie di 5 LP con lo pseudonimo di Mirageman precorrendo il genere lounge acid-jazz molto apprezzato negli anni seguenti tanto da far ristampare con successo internazionale dall'Irma La Douce Records due Cd ben venticinque anni dopo la prima uscita.
Per creare un giusto sound vengono chiamati in studio alcuni giovani del calibro di Tullio De Piscopo alla batteria e percussioni, Giorgio Baiocco al sax tenore ed Emilio Soana alla tromba, tutti musicisti che negli anni successivi coglieranno un meritato successo personale.
Ha il merito di aver scoperto giovani musicisti come De Piscopo. Nei primi anni ottanta costituisce la grande orchestra Fenati aggiungendo anche tutte le sezioni di archi: violino, viola, violoncello, contrabbasso.
Nel 1976 esce l'album "Giovanni Fenati in concerto" che contiene Garota de Ipanema, una versione di "La ragazza di Ipanema" ripresa negli anni successivi in numerosi altri album raccolta.
Nel 1977 incide a Monaco di Baviera con Thor Baldursson e il gruppo Munich Machine l'album Disco Symphony, un LP di cover di brani classici riarrangiati, tra cui "Shahrazād" di Rimsky-Korsakov, grazie al quale si inserisce nella Classifica Billboard. Il disco ottiene tanto successo da portarlo a firmare un contratto con la famosa etichetta Casablanca Records per la produzione di un nuovo album "Enchanted Garden",  iniziata nel 1980. Morì il 17 novembre 1981 all'età di 56 anni a seguito di un incidente stradale occorsogli sull'Autostrada del Sole vicino a Fidenza (PR).

Nel 2007 il produttore americano Jimmy Michaels ha editato vecchi mix di prova del brano realizzando un video postumo.

## Programmi radiofonici RAI
- RAI - Secondo programma
- Dalla Lucciola di Bologna, G. Fenati e la sua orchestra, i sabato sera nel periodo giugno-luglio 1950
- L'amore è una canzone, Referendum per l'elezione di Miss canzone d'amore del decennio 1948-1957 orchestra diretta da Giovanni Fenati presenta Nunzio Filogamo 4 agosto 1959.

## Varietà televisivi Rai
- Quattro passi tra le note, varietà musicale con l'orchestra di Giovanni Fenati, trasmessa il 22 maggio 1961.

## Discografia

### Album
- 1968 - Giovanni fenati al Pianoforte "Bianco e nero" RCA/Original Cast, KOLS 1002
- Music cocktail - Ariston (AR/LP 10043),1969 single cover
- Per voi giovani- Ariston (AR/LP 11005),1970 single cover
- Thrilling - Ariston (AR/LP 11011),1970 single cover,
Irma La Douce (489229),1997 2-LP
- Alto gradimento - Ariston (AR/LP 11030),1971 single cover
- Thunder and lightning - Ariston (AR/LP 12072),1972 textured single cover,
Irma La Douce (489228),1997 2-LP
- Giovanni Fenati in concerto - Ariston (AR/LP 12287),1976 single cover
- Disco Simphony - Ariston (AR/LP 12310),1977 single cover
- 1997 -Thrilling - Irma La Douce (489229), riedizione dell'album del 1970
- 1997 - Thunder and lightning - Irma La Douce (489228), riedizione dell'album del 1972
- 4 incisioni  su 78 giri tra cui"Il barbiere di Siviglia" ..." Dolce musica" (...la polacca di Chopin)..."Night and day" e "Begin the beguine"con Etichetta discografica Mayor Records